# Thụy hương Á-Âu
Thụy hương Á-Âu (tên khoa học Daphne mezereum) là một loài thuộc Chi Thụy hương trong họ Thymelaeaceae, bản địa phần lớn châu Âu và Tây Á, về phía bắc đến bắc Scandinavia và Nga. Loài cây này cao 1,5 mét, lá mềm dài 3–8 cm và rộng 1–2 cm. Hoa nở vào mùa xuân. Quả màu đỏ tươi có đường kính 7–12 mm và rất độc đối với con người dù một vài loài chim ăn quả này. Phân loài được công nhận là Daphne mezereum subsp. rechingeri (Wendelbo) Halda.